# David Robertson (naturaliste)
Pour les articles homonymes, voir David Robertson et Robertson.
David Robertson est un naturaliste britannique, né en 1806 à Glasgow et mort en 1896.

## Biographie
S’intéressant à l’histoire naturelle, il visite régulièrement Millport, Firth of Clyde et y étudie la flore et la faune. En 1885, il utilise un vieux laboratoire flottant, Ark (l’arche), échoué sur le rivage à Port Loy, Cumbrae. Il persuade des personnalités de Glasgow à financer une station de recherche marine permanente. Au moment de sa mort, à 90 ans, le bâtiment du muséum actuel était en cours de construction. La station ouvre un an plus tard et compte un laboratoire, un muséum et un aquarium public.
Avec George Stewardson Brady (1832-1921) et Henry William Crosskey (1826-1893), il fait paraître A Monograph of the Post-Tertiary Entomostraca of Scotland.

## Source
- (en) Cet article est partiellement ou en totalité issu de l’article de Wikipédia en anglais intitulé « David Robertson (naturalist) » (voir la liste des auteurs) (version du 6 avril 2007)